# Wereldkampioenschappen beachvolleybal 1999
De wereldkampioenschappen beachvolleybal 1999 werden van 19 tot en met 25 juli gehouden in de Franse stad Marseille. Het was de  tweede editie van het door de FIVB georganiseerde toernooi. De wereldtitel ging zowel bij de mannen als bij de vrouwen naar een Braziliaans duo; Emanuel Rego en José Loiola wonnen het goud ten koste van de Zwitserse broers Martin en Paul Laciga, terwijl Adriana Behar en Shelda Bede de finale wonnen van het Amerikaanse duo Annett Davis en Jenny Jordan. Het brons ging bij de mannen naar de aftredende Braziliaanse wereldkampioenen Rogerio 'Pará' Ferreira en Guilherme Marques en bij de vrouwen naar het Amerikaanse duo Liz Masakayan en Elaine Youngs.

## Opzet
De kampioenschappen bestonden uit een hoofdtoernooi en een kwalificatietoernooi. Aan het hoofdtoernooi deden zowel bij de mannen als de vrouwen 32 teams mee, waarvan acht tweetallen per toernooi zich via de kwalificatieronde plaatste. Bij de mannen en vrouwen deden respectievelijk 63 en 47 teams mee aan het kwalificatietoernooi. Het hoofdtoernooi werd gespeeld via een systeem van dubbele uitschakeling waarbij de verliezers verdergingen naar een herkansingsronde. De halve finales werden uiteindelijk gespeeld door de twee overgebleven duo's uit het hoofdschema en de twee overgebleven duo's uit de herkansingsronde. De wedstrijden werden gehouden op de plages du Prado in Marseille.

## Medailles

### Medaillewinnaars
| Onderdeel | Goud | Goud                      | Zilver | Zilver                    | Brons | Brons                              |
| --------- | ---- | ------------------------- | ------ | ------------------------- | ----- | ---------------------------------- |
| Mannen    | BRA  | Emanuel Rego José Loiola  | SUI    | Martin Laciga Paul Laciga | BRA   | Rogerio Ferreira Guilherme Marques |
| Vrouwen   | BRA  | Shelda Bede Adriana Behar | USA    | Annett Davis Jenny Jordan | USA   | Liz Masakayan Elaine Youngs        |

### Medaillespiegel
| Plaats | Land             | Goud | Zilver | Brons | Totaal |
| 1      | Brazilië         | 2    | 0      | 1     | 3      |
| 2      | Verenigde Staten | 0    | 1      | 1     | 2      |
| 3      | Zwitserland      | 0    | 1      | 0     | 1      |
| Totaal | Totaal           | 2    | 2      | 2     | 6      |

Los Angeles 1997 ·
Marseille 1999 ·
Klagenfurt 2001 ·
Rio de Janeiro 2003 ·
Berlijn 2005 ·
Gstaad 2007 ·
Stavanger 2009 ·
Rome 2011 ·
Stare Jabłonki 2013 ·
Den Haag 2015 ·
Wenen 2017 ·
Hamburg 2019 ·
Rome 2022 ·
Tlaxcala 2023